# 1-octanol
1-octanol is een primair alcohol met als brutoformule C8H18O.
De oplosbaarheid van een stof in octanol tenopzichte van de oplosbaarheid van diezelfde stof in water, is een maat voor de lipofilie (vetminnendheid) van de betreffende stof. Dit wordt de octanol-water-partitiecoëfficiënt genoemd.
Octanol wordt gebruikt als geur- en smaakstof. Daarnaast is het een van de grondstoffen voor octylacetaat, een synthetische geurstof die naar sinaasappelen ruikt.